# Abbaretz

Localització d'Abbaretz

Abbaretz  (en bretó Abarrez, en gal·ló Abarèt) és un municipi francès, situat a la regió de país del Loira, al departament de Loira Atlàntic, que històricament va formar part de la Bretanya. L'any 2006 tenia 1.747 habitants. Limita amb Nozay, Puceul, Saffré, Joué-sur-Erdre, La Meilleraye-de-Bretagne, Issé i Treffieux.

## Demografia
| 1954                                       | 1962 | 1968 | 1975 | 1982 | 1990 | 1999 | 2005 |
| ------------------------------------------ | ---- | ---- | ---- | ---- | ---- | ---- | ---- |
| 2183                                       | 1994 | 2007 | 1828 | 1647 | 1572 | 1511 | 1711 |
| Des de 1962: població sense dobles comptes |      |      |      |      |      |      |      |

## Administració
| Període   | Identitat          | Partit |
| --------- | ------------------ | ------ |
| 1970-1989 | Maurice Cadot      |        |
| 1989-2008 | Robert Bommé       |        |
| 2008-     | Jean-Pierre Possoz |        |